# Graham E. Bell
Graham E. Bell est un astronome amateur américain. Avec Gary Hug, il observe depuis l'observatoire Farpoint à Eskridge (Kansas).
C'est un découvreur prolifique d'astéroïdes, et le codécouvreur de la comète périodique 178P/Hug-Bell.

## Astéroïdes découverts
| (18055) Fernhildebrandt[1] | 11 octobre 1999   |
| (19619) Bethbell           | 16 août 1999      |
| (19630) Janebell           | 2 septembre 1999  |
| (20673) Janelle            | 3 novembre 1999   |
| (21651) Mission Valley     | 19 juillet 1999   |
| (22791) Twarog             | 14 juin 1999      |
| (22821) 1999 RS33[1]       | 2 septembre 1999  |
| (23989) Farpoint[1]        | 3 septembre 1999  |
| (24265) Banthonytwarog[1]  | 13 décembre 1999  |
| (24305) Darrellparnell[1]  | 26 décembre 1999  |
| (24308) Cowenco[1]         | 29 décembre 1999  |
| (25594) Kessler[1]         | 29 décembre 1999  |
| (25595) 1999 YD9[1]        | 29 décembre 1999  |
| (26436) 1999 YV4[1]        | 28 décembre 1999  |
| (38249) 1999 QJ2           | 24 août 1999      |
| (38604) 1999 YJ4[1]        | 27 décembre 1999  |
| (40331) 1999 MS1[1]        | 17 juin 1999      |
| (40437) 1999 RU33[1]       | 6 septembre 1999  |
| (40438) 1999 RV33[1]       | 6 septembre 1999  |
| (41057) 1999 VU22[1]       | 12 novembre 1999  |
| (42925) 1999 TC6[1]        | 6 octobre 1999    |
| (43031) 1999 VY25[1]       | 14 novembre 1999  |
| (45178) 1999 XW143[1]      | 13 décembre 1999  |
| (45253) 1999 YU4[1]        | 28 décembre 1999  |
| (45255) 1999 YK13[1]       | 31 décembre 1999  |
| (49300) 1998 VZ5[1]        | 13 novembre 1998  |
| (49705) 1999 VC19[1]       | 11 novembre 1999  |
| (49976) 1999 YR4[1]        | 28 décembre 1999  |
| (49977) 1999 YS4[1]        | 28 décembre 1999  |
| (59803) 1999 QH2           | 22 août 1999      |
| (59829) 1999 RZ32[1]       | 7 septembre 1999  |
| (60268) 1999 XU38[1]       | 6 décembre 1999   |
| (74595) 1999 QP[1]         | 20 août 1999      |
| (75013) 1999 UJ4[1]        | 29 octobre 1999   |
| (75071) 1999 VB19[1]       | 11 novembre 1999  |
| (75076) 1999 VE22[1]       | 12 novembre 1999  |
| (75551) 1999 YL4[1]        | 27 décembre 1999  |
| (85877) 1999 CD8[1]        | 13 février 1999   |
| (91529) 1999 RL193[1]      | 13 septembre 1999 |
| (91903) 1999 VA19[1]       | 10 novembre 1999  |
| (101615) 1999 CD9[1]       | 14 février 1999   |
| (102218) 1999 TA6[1]       | 5 octobre 1999    |
| (102219) 1999 TB6[1]       | 6 octobre 1999    |
| (102625) 1999 VX27[1]      | 15 novembre 1999  |
| (121072) 1999 DP3[1]       | 17 février 1999   |
| (121184) 1999 NH[1]        | 5 juillet 1999    |
| (121764) 1999 YH13[1]      | 31 décembre 1999  |
| (137812) 1999 YU14[1]      | 31 décembre 1999  |
| (148186) 2000 BG[1]        | 16 janvier 2000   |
| (181886) 1999 RP32[1]      | 9 septembre 1999  |
| (185753) 1999 RM193[1]     | 13 septembre 1999 |
| (192591) 1999 CE8[1]       | 13 février 1999   |
| (216935) 1999 RJ43[1]      | 13 septembre 1999 |
| (231776) 1999 XM127[1]     | 10 décembre 1999  |
| (326317) 1999 VN23[1]      | 13 novembre 1999  |
| (350344) 2012 UQ105[1]     | 6 novembre 1999   |
| 1. avec Gary Hug           |                   |